# Haltichella cinchonica
Haltichella cinchonica är en stekelart som beskrevs av T.C. Narendran 1989. Haltichella cinchonica ingår i släktet Haltichella och familjen bredlårsteklar. Inga underarter finns listade i Catalogue of Life.